# Samba Riachâo
Pour plus de détails, voir Fiche technique et Distribution.
Samba Riachâo est un film documentaire brésilien réalisé par Jorge Alfredo, sorti en 2001. 

## Synopsis
Ce documentaire nous emmène sur les chemins sinueux de la vie d’un artiste populaire noir, pauvre et célèbre. Un homme d’une grande bonté, résidant à Garcia, un quartier de Salvador, bastion des traditions populaires, Riachão est une légende vivante de la samba des rues de la vieille Bahia. C’est un plaisir de le voir jouer de son trombone imaginaire, cherchant le ton idéal, comme s’il conversait avec Dieu.

## Fiche technique
- Réalisation : Jorge Alfredo
- Production : Moisés Augusto
- Scénario : Jorge Alfredo
- Image : Pedro Semanovschi
- Son : Jorge Alfredo Guimarâes
- Jorge Alfredo
- Montage : Tina Safhira

## Récompenses
- 34° Festival de Brasilia